# Бадені

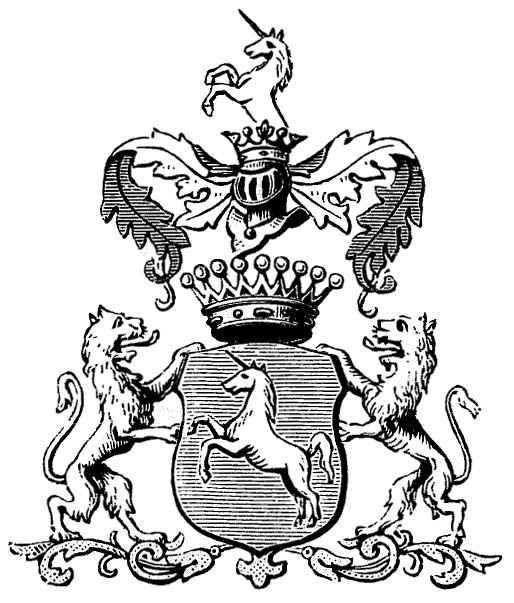
Герб Бадені Бонча.

Баде́ні (пол. Badeni, Badeniowie, Badyniowie) — шляхетський рід гербу Бонча.

## Короткі відомості
Згідно з польською традицією рід Бадені походить з Краківщини, а згідно з документами 1707 року — з Італії, від невідомого полковника військ Яна Сфорци, князя Міланського, який з королевою Боною прибув до Польщі. Син цього полковника Леонард був нобілітований 1563 року королем Сигізмундом Августом.
Нащадок роду Бадені, Себаст'ян шукав на сеймі 1786 року підтвердження нобілітації його пращурів. Він був одружений з Маріанною Лісовською.

## Представники

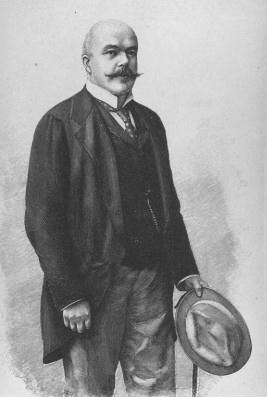
Казимир Фелікс Бадені
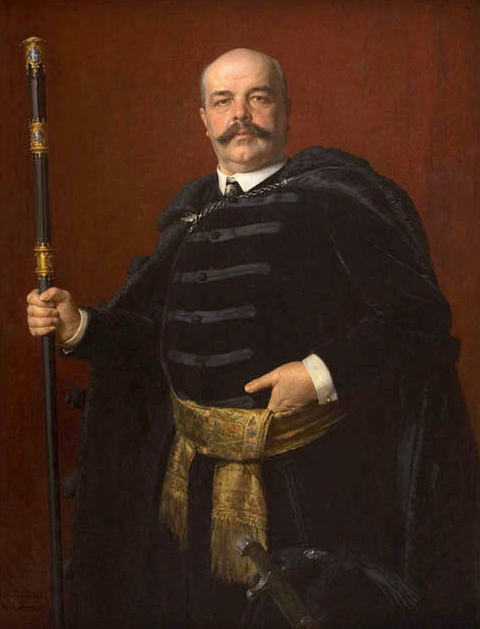

- Даніель Бадині — львівський патрицій, дружина Зофія
  - Ян — писар львівської міської каси, дружина Катажина Чортек
    - Ян Канти — пол. włodarz Краківського біскупства РКЦ, дружина Аґнешка Венґжиновіч
      - Себастьян Бадені чи Бадині — чесник вінницький, дружина Маріанна Лісовска
        - Станіслав Адам Себастьян — королівський секретар, дружина графина Катажина зі Стадніцьких
        - граф (з 1825 р. Себастьян (1799—1872) — російський шамбелян,[1] перший чоловік графині Терези з Потоцьких, зять Яна «Непомуценя» Потоцького[2]
          - граф Казімєж Станіслав Францішек
            - граф Владислав, дружина графиня Цецилія Мір (Буськ)
              - граф Казимир Фелікс Бадені (1846–1909)
              - Станіслав Бадені (1859—1912)

## Палаци Баденів
- Палац в Коропці (1906), збудований у стилі віденського ренессансу з розкішними бароковими ліпними геральдичними атрибутами.
- Палац графа Бадені в Буську, споруджений 1810 р.

З 25 травня 1961 року в палаці дислокувалася військова частина стратегічного зв'язку, а 25 травня 2004 року її було розформовано. Державний охоронний номер — 775-М.

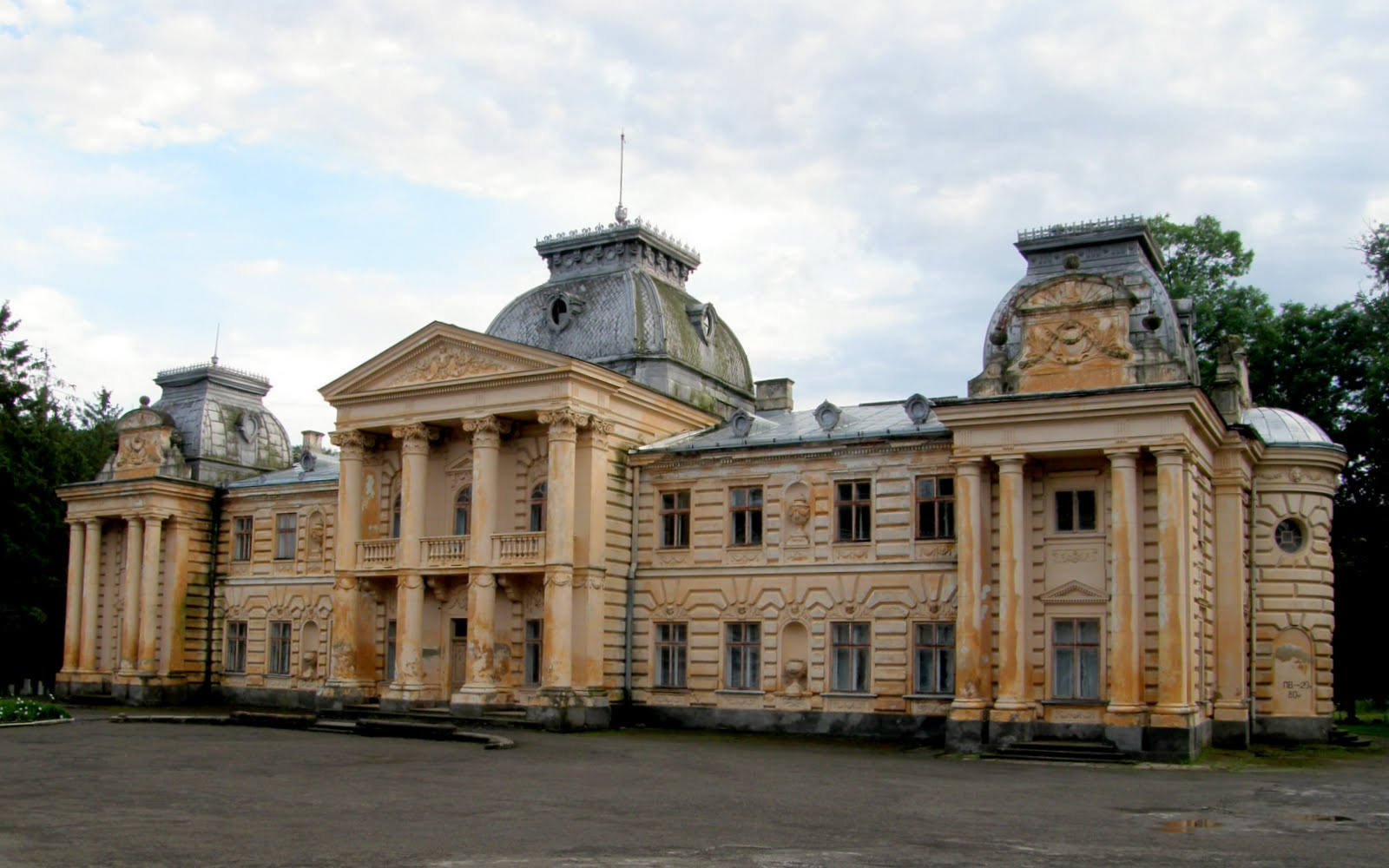
Коропець
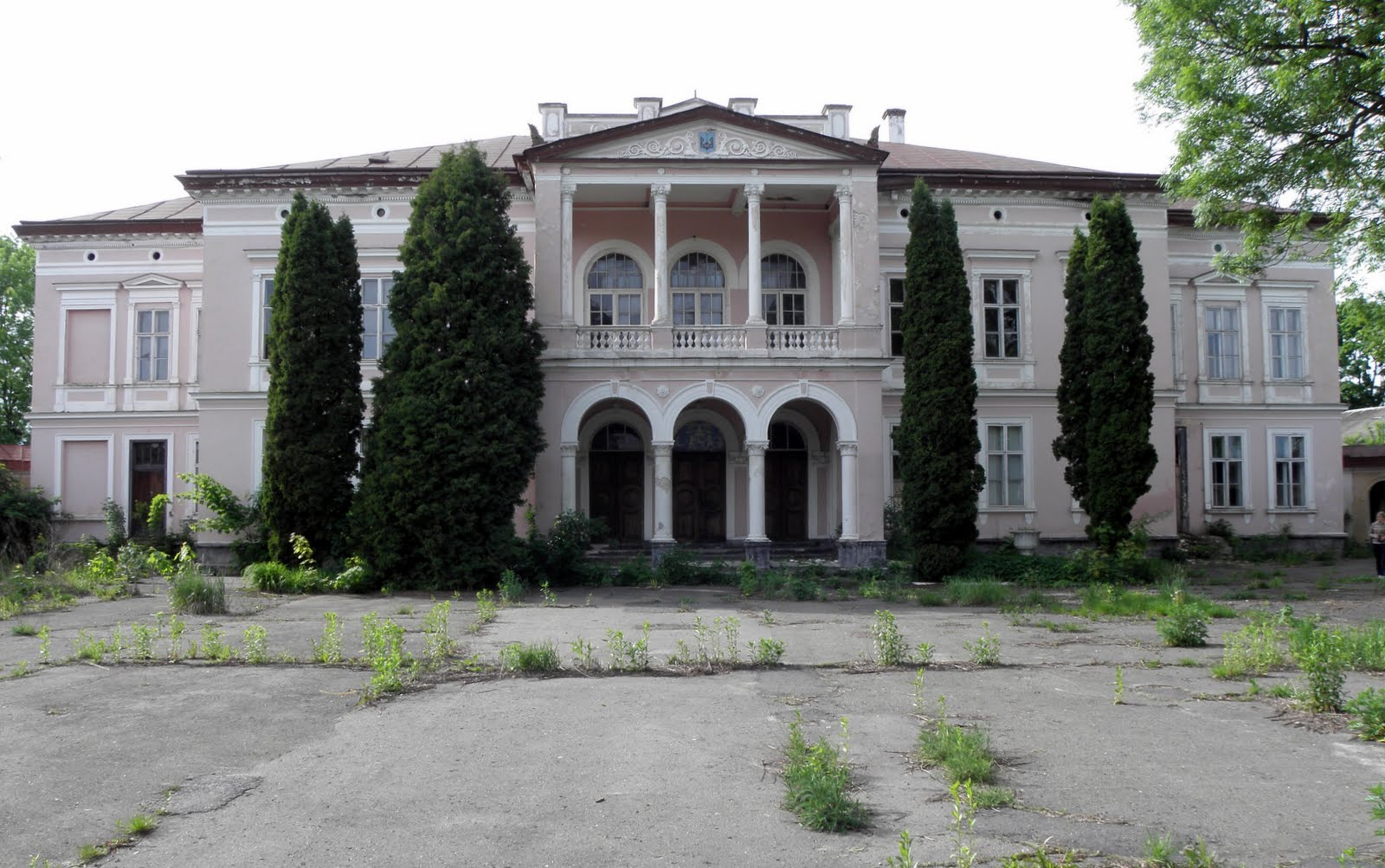
Буськ